# L'Étonnant Voyage de Hareton Ironcastle
L'Étonnant Voyage de Hareton Ironcastle est un roman d'aventures de l'écrivain français J.-H. Rosny aîné publié en feuilleton du 25 janvier au 25 février 1922 dans le quotidien L'Intransigeant. Il paraît en format relié l'année suivante aux éditions Flammarion dans la collection « Les Romans d'Aventures ». Il raconte l'exploration, par un groupe d'aventuriers mené par Hareton Ironcastle, d'une contrée africaine encore inconnue.

## Intrigue
Après avoir reçu un courrier de son ami Samuel Darnley, ayant découvert une région inconnue en Afrique, l'explorateur Hareton Ironcastle monte une expédition pour le rejoindre et aller à la découverte de nouvelles espèces humaines, animales et végétales.

## Analyse de l'œuvre
Si Rosny aîné s'inspire de ses œuvres précédentes pour L'Étonnant Voyage d'Hareton Ironcastle en y introduisant des passages réécrits, il montre également la forte influence qu'ont eu les auteurs britanniques H. G. Wells, Arthur Conan Doyle et Henry Rider Haggard dans la construction de son roman, puisque celui-ci reprend directement certains thèmes et certaines situations précédemment imaginés par ses confrères
À travers une série de références gréco-latines et surtout bibliques, Rosny aîné imprègne son roman d'une vision « théologo-utopique ». En effet, le périple des explorateurs est assimilé à un Exode, au terme duquel ils arrivent dans une région africaine dépeinte une nouvelle Terre Promise, loin des massacres de la Grande guerre qui vient de s'achever.

## Éditions
- L'Intransigeant du 25 janvier au 25 février 1922.
- Éditions Flammarion, coll. « Les Romans d'Aventures », 1923.
- Ferenczi & fils, coll. « Le Livre Moderne illustré » no 71, 1929 (ill. Émile Beaume).
- Plon, coll. « Nouvelle Bibliothèque Plon » no 9, 1937.
- Éditions Jean-Jacques Pauvert, coll. « Collection de romans d'aventures fantastiques » no 1, 1965.
- Éditions Rombaldi, coll. « Bibliothèque du Club de la femme » et coll. « Bibliothèque du Temps présent », 1972.
- Nouvelles Éditions Oswald, coll. « fantastique - SF - aventure » no 39, 1982.
- Presses de la Cité, 1993, dans le recueil Les Mondes Perdus. Textes réunis par Jacques Goimard. Préface de Lauric Guillaud.
- Éditions Labor, coll. « Espace Nord Fantastique » no 249, 2006.